# 热力学第三定律
热力学第三定律（the third law of thermodynamics）是热力学四条基本定律之一，它描述的是热力学系统的熵在温度趋近于绝对零度时將趋于定值，而对于完整晶体而言，这个定值为零。由於这個定律是由瓦尔特·能斯特歸納并發表，因此又常被称为能斯特定理或能斯特假定。1923年，吉爾伯特·路易斯和梅尔·兰德尔提出了此定律的另一种表述。
热力学第三定律最初只是由实验結果所歸納而出的经验定律。但随着统计力学的发展，这個定律得到了各種解釋。
这個定律有适用条件的限制，雖然其应用范围不如热力学第一、第二定律广泛，但對很多學科有着重要意义——特别是在物理化学领域。

## 定律的引出和表述

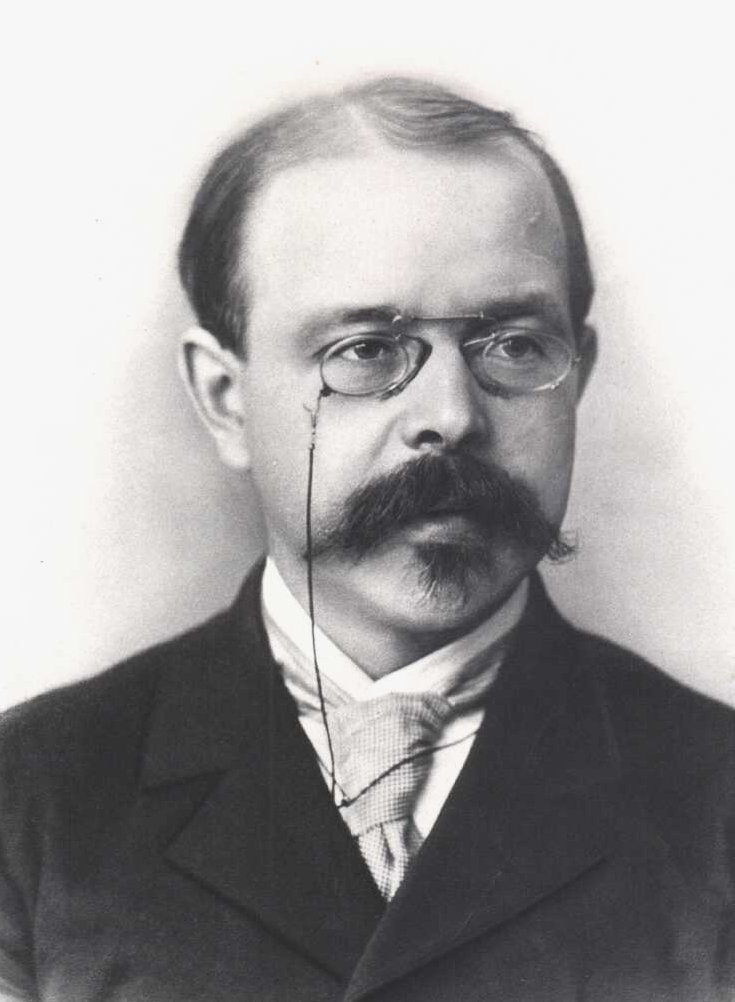
瓦爾特·能斯特

热力学第三定律是由瓦尔特·能斯特归纳得出，因此常被称为「能斯特定理」或「能斯特假定」。
热力学第三定律的表述一般有三种：
1. 能斯特定理：系统的熵在等温过程中的改变随绝对温度趋于0。这个等温过程可以由某个参数改变引起，也可以由相变或化学反应引起。
2. 系统的熵随绝对温度趋于0。
3. 不可能通过有限的步骤使物体温度降低到绝对零度。

## 定律的数学表述
觀察一个内部處於热力学平衡的封闭系统。由于系统处于平衡，其内部进行的过程均可逆，因此全系統的熵的增加为零。

### 绝对零度无法达到

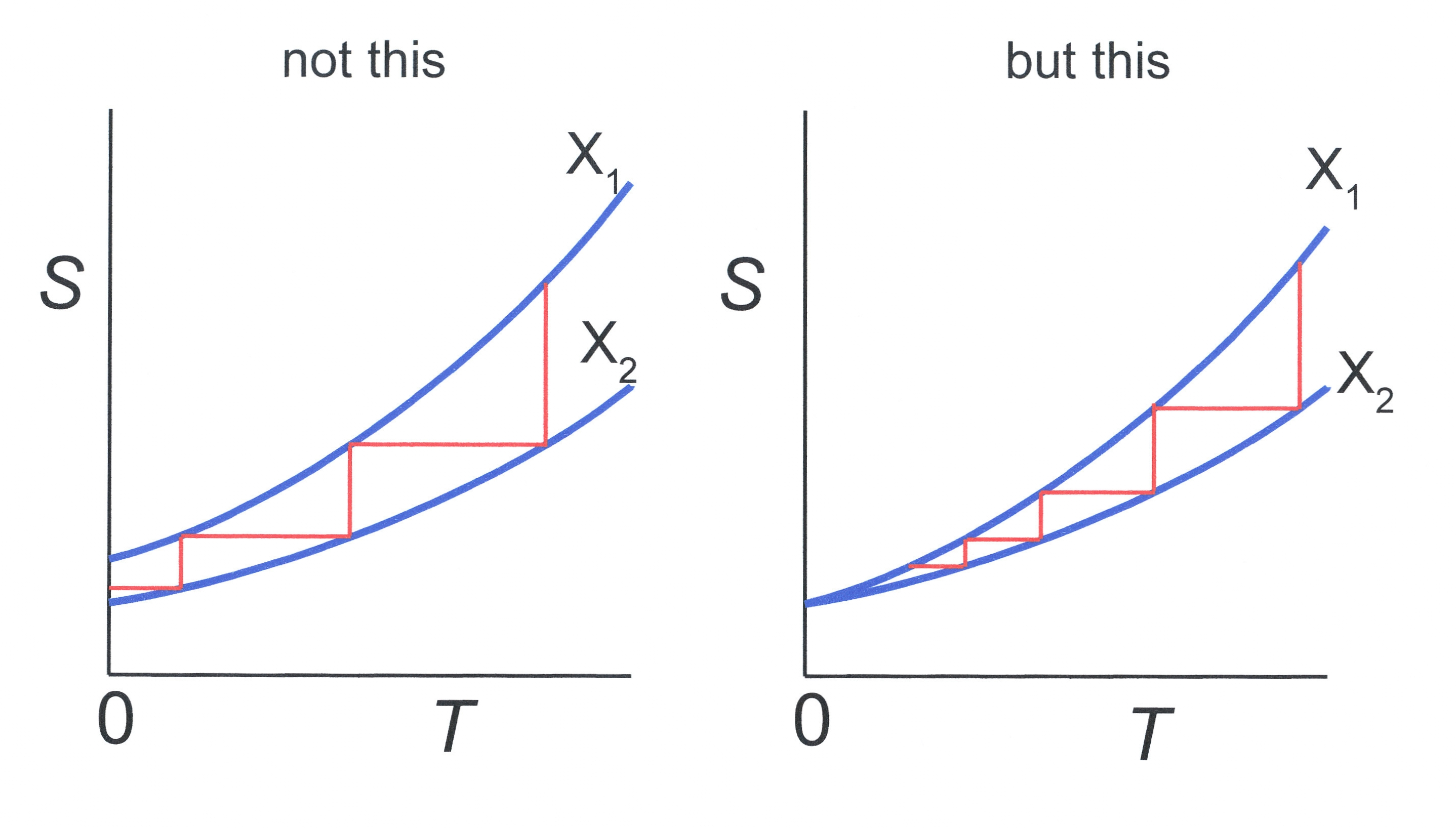
当温度趋近绝对零度时，只有熵不是常值时，才能通过有限的过程达到，否则不可能达到

由热力学第三定律可以得出，无论通过多么理想化的过程，都不可能透过有限次数的操作将任意一个热力学系统的温度降到绝对零度。
³He和⁴He的熔化曲线在有限压強下会延伸趋近绝对零度。在熔化曲线上各点表述的条件下，系统会处于固液相平衡。而热力学第三定律要求在温度为绝对零度时（如果能达到），无论物质处于何种物态，系统的熵都为定值。由此可以推出在绝对零度时，系统熔化的潜热是零。另外，在这一结论基础上，透过克勞修斯－克拉佩龙方程可以得到：熔化曲线在绝对零度点的切线斜率为零。

### 热膨胀系数
热膨胀系数定义为{\displaystyle \alpha _{V}={\frac {1}{V_{m}}}\left({\frac {\partial V_{m}}{\partial T}}\right)_{p}.}。
考虑麦克斯韦关系，{\displaystyle \left({\frac {\partial V_{m}}{\partial T}}\right)_{p}=-\left({\frac {\partial S_{m}}{\partial p}}\right)_{T}}
和式(8)取 X为p时的情况，
可以得出{\displaystyle \lim _{T\rightarrow 0}\alpha _{V}=0.}，即对于任何材料，当温度趋于绝对零度时，其热膨胀系数也会趋于零。

## 歷史
2017年3月14日，倫敦大學學院物理學者強納森·歐本海姆（Jonathan Oppenheim）與路易斯·馬撒納斯（Lluis Masanes）發表論文首次數學證實絕對零度不可能達到原理（即热力学第三定律），並且提出了冷卻熱力系統的速度限制。

## 参阅
- 热力学
- 热力学第零定律
- 热力学第一定律
- 热力学第二定律
- 熵
- 余熵
- 基态
- 绝热过程